# Opisthotropis latouchii
Opisthotropis latouchii är en ormart som beskrevs av Boulenger 1899. Opisthotropis latouchii ingår i släktet Opisthotropis och familjen snokar. Inga underarter finns listade i Catalogue of Life.
Denna orm förekommer i sydöstra Kina i provinserna Hubei, Anhui, Chongqin, Fujian, Guangdong, Guangxi, Guizhou, Hunan, Jiangxi och Zhejiang. Arten lever i kulliga områden och i bergstrakter mellan 600 och 1450 meter över havet. Individerna vistas nära vattendrag, intill diken eller vid insjöar. Honor lägger ägg.
Vattenkraftverk kan påverka beståndet negativt. Hela populationen anses vara stabil. IUCN kategoriserar arten globalt som livskraftig.